# Barbus callipterus
Barbus callipterus är en fiskart som beskrevs av Boulenger, 1907. Barbus callipterus ingår i släktet Barbus och familjen karpfiskar. IUCN kategoriserar arten globalt som livskraftig. Inga underarter finns listade.